# WHiTE BEACH
WHiTE BEACH（ホワイトビーチ）は、日本のアイドルグループ。
海女のコスチュームを着用したユニークなアイドルであり、復興支援、地域活性化の為に生れたアイドルユニット。社会貢献アイドルを自称する。南房総市白浜観光大使。
2024年7月19日、日本ご当地アイドル活性協会より、「ご当地アイドル殿堂」入りを果たした。

## メンバー
- TSUBASA(作田つばさ、リーダー）
- AIKA
- ATSUKO
- HARUKA

### 元メンバー
- HINA
- AMI
- RIHO
- MISAKI
- RIO

## ディスコグラフィ
- 甘彼（2015年12月24日）

※南房総ご当地海女カレーテーマソング
- 空（2016年3月11日）

※東日本大震災復興応援ソング

## テレビ出演
- 矢口真里の火曜The NIGHT（2018年6月5日、AbemaTV） − ゲスト出演 [2]